# Диана Москова
Диана Москова е българска тенисистка, родена на 22 януари 1950 г. Състезателка за Фед Къп. За националния отбор на България има една загуба на двойки през 1975 г. заедно с Любка Радкова.
През 1979 г. печели турнир в Истанбул на сингъл и на смесени двойки заедно с Любен Генов.
Най-доброто постижение на Диана Москова на турнир организиран от ITF е достигане до полуфинал на двойки заедно с Марина Кондова в София през 1984 г. (с награден фонд $25 000).